# Орбост
Орбост — небольшой город в австралийском штате Виктория. Входит в состав сельского графства Ист-Гипсленд. Население — 2227 чел. (по переписи 2016 г.).

## История
В 1842 году Питер Имлей основал на местных пастбищах ферму. 3 года спустя ферму выкупил Норман Маклауд, переименовавший её в Орбост по названию местечка на острове Скай у берегов Шотландии. В 1876 году здесь обосновалась семья Кэмеронов, следом за ними сюда потянулись другие фермеры, в основном, иммигранты-шотландцы. 1 декабря 1880 года открылось Ньюмерилльское почтовое отделение, 3 года спустя переименованное в Орбостское отделение. В 1890 году Орбост официально получил права городского поселения; были построены мост через реку Сноуи-Ривер, проведён телеграф. Ещё ранее, в 1882 году, начала работу первая лесопилка. 

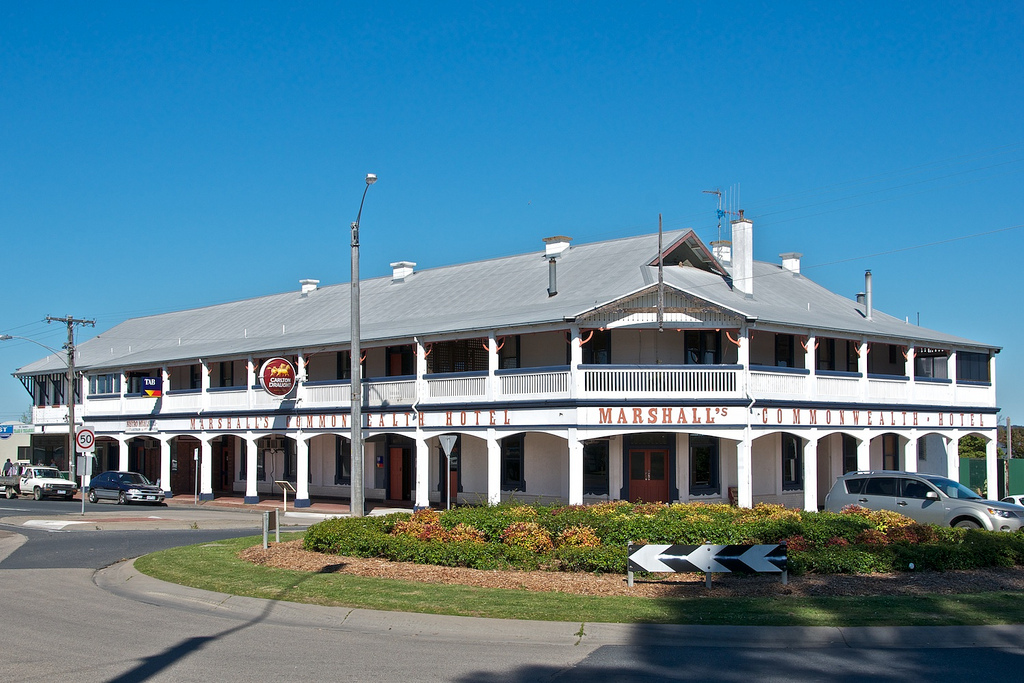
Городской отель.

С 1890-х годов лесоматериалы вывозились из города по реке. В 1916 году Орбост с Мельбурном соединила железная дорога, способствовавшая не только дальнейшему аграрному освоению окрестных земель, но и увеличение потребления лесных ресурсов с переработкой их на шпалы.
На протяжении большей части XX века Орбост оставался небольшим городком, основная жизнь в котором была связана с лесотехнической промышленностью и сельским хозяйством. В 1950-х — 1960-х гг. были открыты новые лесопилки, для работы которых началась вырубка лесов к северу и востоку от города. К 1980-м годам из-за вырубки лесов над этими местами нависла угроза экологической катастрофы. Для снижения пагубных последствий промышленного освоения лесных ресурсов часть лесов была переведена в статус национального парка. Это, в свою очередь, вызвало снижение производства, потерю рабочих мест и отток населения из города. С середины 1980-х к началу 2000-х гг. население Орбоста сократилось с 4000 до 2000 чел. Закрытая в 1987 году железная дорога ныне превращена в велосипедную дорожку.

## Население
По данным переписи 2016 года, в Орбосте проживало 2227 человек, из них мужчины составляли 48,3%, женщины — 51,7%. Средний возраст составил 52 года. 
В городе насчитывается 546 семей; количество детей — 0,5 на семью. Если брать только те семьи, где есть дети, то тогда количество детей составит 1,8 ребёнка на семью. 
В Орбосте зарегистрировано 1197 жилых помещений; в среднем, на одну квартиру/дом приходится 2,1 чел.

## География и климат
Орбост расположен на востоке штата Виктория, на берегу Сноуи-Ривер, в месте, где через реку проходит шоссе № 1 — Принсез-хайвей. Расстояние до берега моря — менее 10 км по прямой на юг.

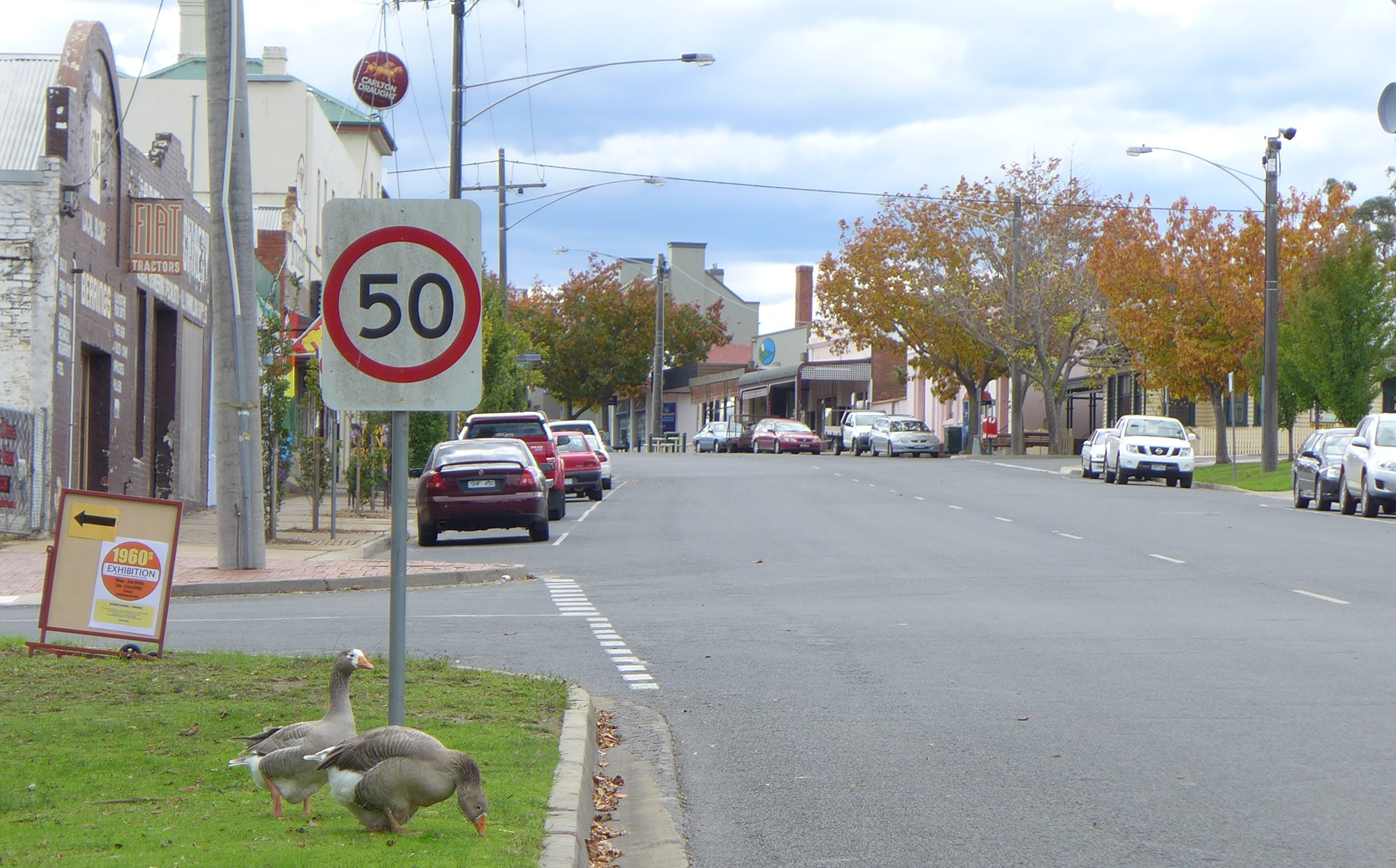
Главная улица города.

| Показатель                                               | Янв. | Фев. | Март | Апр. | Май  | Июнь | Июль | Авг. | Сен. | Окт. | Нояб. | Дек. | Год  |
| -------------------------------------------------------- | ---- | ---- | ---- | ---- | ---- | ---- | ---- | ---- | ---- | ---- | ----- | ---- | ---- |
| Абсолютный максимум, °C                                  | 25,0 | 25,2 | 23,7 | 20,8 | 17,5 | 15,0 | 14,5 | 15,6 | 17,4 | 19,6 | 21,3  | 23,3 | 25,2 |
| Средняя температура, °C                                  | 19,3 | 19,6 | 18,1 | 15,4 | 12,6 | 10,3 | 9,5  | 10,5 | 12,1 | 14,1 | 15,9  | 17,7 | 14,6 |
| Абсолютный минимум, °C                                   | 13,6 | 14,1 | 12,6 | 10,0 | 7,7  | 5,7  | 4,6  | 5,4  | 6,8  | 8,7  | 10,6  | 12,2 | 4,6  |
| Норма осадков, мм                                        | 59   | 54   | 64   | 69   | 88   | 90   | 75   | 67   | 76   | 78   | 85    | 83   | 888  |
| Источник: climate-data.org. Дата обращения: 5 июня 2018. |      |      |      |      |      |      |      |      |      |      |       |      |      |

## Транспорт

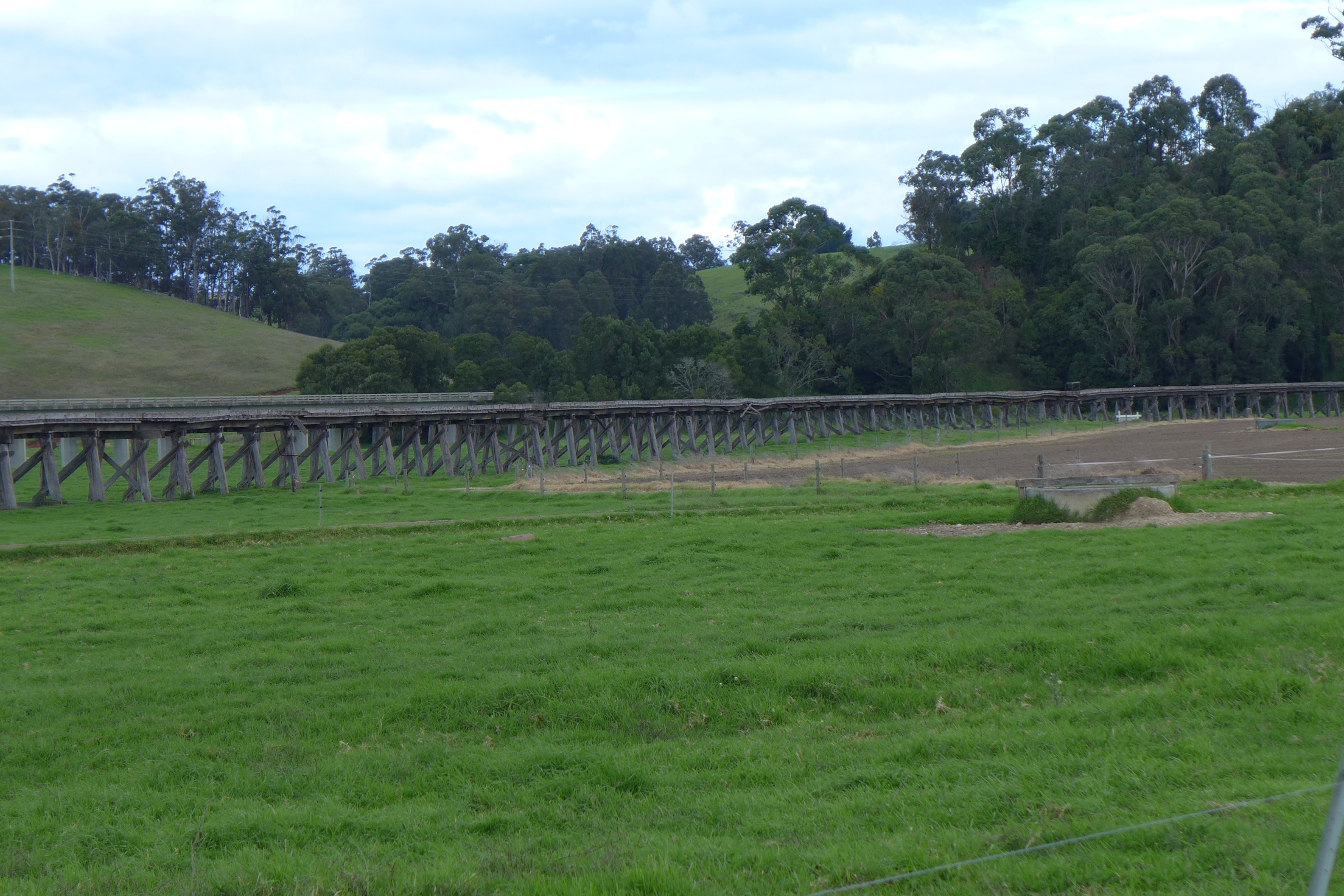
Бывший железнодорожный мост.

Шоссе А1 соединяет город как с Мельбурном (и далее — с Аделаидой), так и с Сиднеем. 
С 1916 по 1987 год действовала Орбостская железная дорога, по которой можно было добраться до столицы штата — Мельбурна. 
Через Орбост проездом следуют междугородние автобусы государственного перевозчика V/Line, на которых можно попасть в Канберру, Бэрнсдейл, Мельбурн и другие города. 
Действует аэропорт.

## Спорт
Местная футбольная команда «Орбот-Сноуи Роверс» в лиге Восточного Гиппсленда. 
Орбост представлен мужской, женской и юниорскими командами в лиге по хоккею на траве. 
В городе есть гольф-клуб.